# 250 nm
Il 250 nm (250 nanometri o 0,25 µm) evoluzione del precedente processo a 350 nm è un processo produttivo della tecnologia dei semiconduttori con cui vengono prodotti i circuiti integrati a larghissima scala di integrazione (VLSI).
Il successore di questo processo utilizza una larghezza di canale di 180 nanometri.

## Processori realizzati con il processo 250 nm
- DEC Alpha 21264A, che divenne commercialmente disponibile nel 1999
- AMD K6-2 K6-3D "Chomper" e "Chomper Extended". Chomper fu distribuito per la prima volta il 28 maggio 1998
- Il core Deschutes Pentium II a 333 MHz fu il primo Pentium II di Intel basato sul processo a 250 nm